# アイルランドのイスラム教

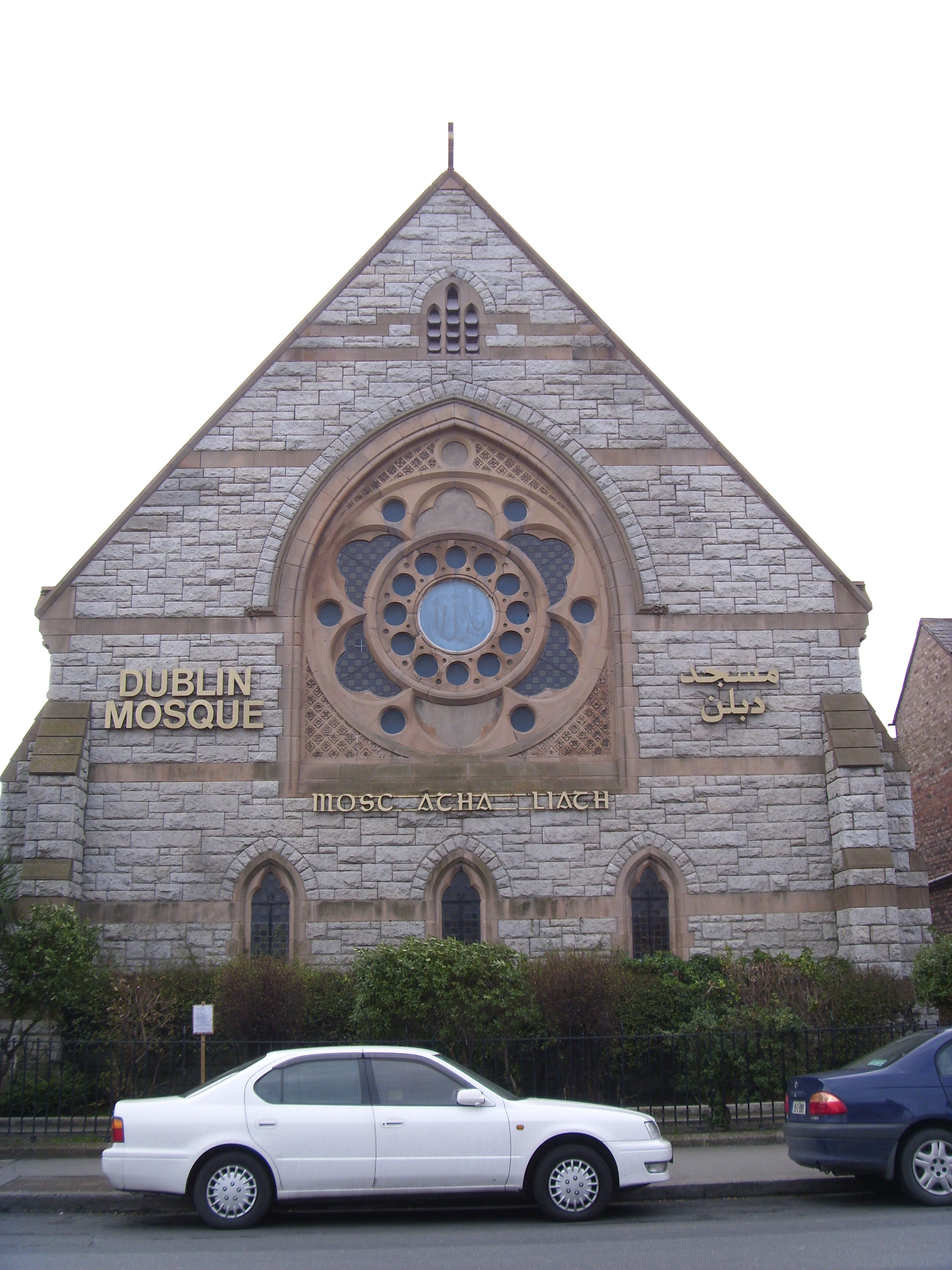
ダブリンモスク

本項目では、アイルランドのイスラム教について記述する。

## 概要
文書に登場するのは1950年代に入ってからである。国内のムスリムの数は1990年代以降増加しているが、そのほとんどがアイルランド国籍を持っていない。2011年実施の国勢調査では、総人口の1.07%に当たる4万9204人のムスリムがいる。

## 歴史
イドリースィーが自著『タブラ・ロジェリアナ』の中で「偉大なるアイルランド」（Irlandah-al-Kabirah）と記したのが、ムスリムによるアイルランドについての最初期の言及とされる。

イスラム教の三日月と星が描かれているドロヘダ紋章

1845年にジャガイモ飢饉が発生すると、オスマン帝国のスルタン・アブデュルメジト1世は、大量の食料を積んだ3隻の船と共に、1000ポンドをアイルランド人に送ると表明。雑誌『The Fountain Magazine』に掲載されたAbdullah Aymaz記者の記事によると、イギリス政府は船の入港を阻止しようとしたものの、食料はオスマン帝国の海員の手でドロヘダ港へ極秘裏に届けられ、同港に陸揚げされたという。なお、同港の荷物積み出し記録は現存しないとみられる。複数の新聞記事では、オスマン帝国のテッサロニキを出港した船が1847年5月、ボイン川を遡上したともいうが、ボイン川は当時、干上がっていたとする説もある。トルコにあるオスマン帝国関連の古文書館には、アイルランドの著名人がスルタンに書き送った感謝の手紙が残されている。
アイルランドにおけるイスラム組織史は複雑であるが、これはアイルランド系ムスリムの民族的背景が極めて多様であることも少なからず影響している。国内初のイスラム協会は1959年に設立。アイルランドで学ぶ留学生らが立ち上げたもので、ダブリンイスラム協会を経て、アイルランドイスラム財団と名を変えている。当時ダブリン市内にモスクはなく、学生らは礼拝の際自宅を使ったり、後には金曜礼拝やイド・アル＝フィトルの礼拝のためにホールを借りたりした。1976年、アイルランド初のモスクとイスラム文化センターが、ダブリン市（郵便番号8の地域）ハリントン・ストリート7番地にある4階建の建物に設立された。このモスクとイスラム文化センターの建設費を提供した人物の一人にサウジアラビアの故ファイサル国王がいる。1981年、クウェートのイスラム省による支援で、同モスクに常勤のイマームが置かれた。
1983年、ダブリン市（郵便番号8の地域）サウス・サーキュラー・ロード163番地の建物を購入、改修ののち、ダブリンイスラム教会の本部がハリントン・ストリートからサウス・サーキュラー・ロードに移転した。現在のダブリン・モスクとイスラム文化センターはここにある。
コークには集合住宅に礼拝用のホールがある。コークのムスリム・コミュニティは工業団地のはずれにあり、新たなモスク建設のための募金活動を目指している。
1992年にはムーサジー・バムジーが、初の（そして現在まで唯一の）イスラム系国会議員（労働党所属）に就任。

## 人口と民族的背景
2011年の国勢調査によると、国内には49204人のムスリムがおり、2006年の国勢調査に比べ51%も増えたという。2006年の国勢調査では、国内に32539人のムスリムが居住し、2002年の国勢調査（19147人）より69%も増加。1991年にはムスリムの数が3873人に過ぎなかったことを考えると、近年はかなり増えた部類に入る。
とは言え、イスラム教はローマカトリックや教会（プロテスタントを含む。2006年の国勢調査ではプロテスタントが118948人で、ローマカトリックが3644965人）の後塵を拝し、国内では少数派の宗教を信仰。数の点でアイルランドのイスラム教は比較的少ないものの、ムスリムは国内で3番目に信者の多い宗教と言える（無宗教や奉じる宗教が不明な者が24万人以上いるが）。
2001年の国勢調査によると、北アイルランドには1943人のムスリム（男性1164人、女性779人）がいるという。
国内のムスリム共同体は多様かつ急速に増えているため、その数は把握されていない。これはムスリムの大部分が移民であるか、旧植民地諸国からの移民の子孫であるイギリスやフランス、ムスリムの大部分がトルコ系移民労働者やその子孫であるドイツやオーストリアと同様である。ムスリムの55%強のうち、アイルランド国籍を持つアジア系かアフリカ系の国民は30.7%に過ぎない。
国内に居住する31779人のムスリムのうち、9761人がアイルランド国籍を保持し、6,909人のアフリカ系国民よりも多いものの、アジア系国民（10649人）よりは少ないという調査も明らかとなった（各数はいずれも調査時点）。2011年の国勢調査によると国内に49204人のムスリムがおり、「過去5年間で急増した」という。
1990年代末のムスリム系移民は好調な経済や、イスラム諸国からの亡命による所が大きく、1991年から2011年までの20年間で総人口の0.1%から1.1%と、1000%も増加。

## モスクと各宗派

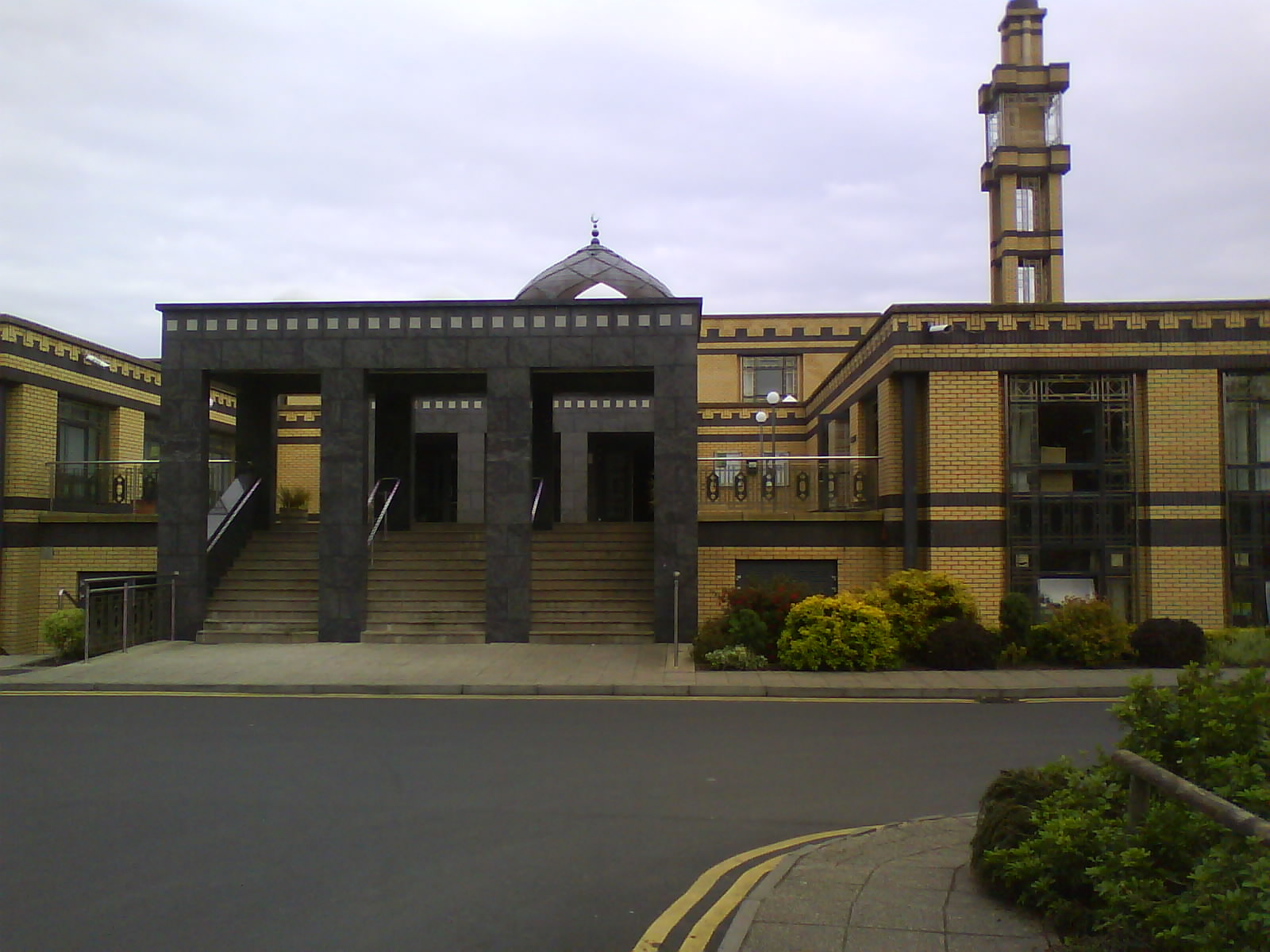
アイルランドイスラム文化センター

2003年、アイルランドイスラム文化センターとアイルランドフォーラムが共同で、初めてコーランのアイルランド語訳を刊行。
2006年9月には傘下組織として、アイルランドイマーム協議会が設立。スンナ、シーア両派から14名のイマームが参加しており、議長にはフセイン・ハラワ（アイルランドイスラム文化センター）、副議長にはヤフヤ・アル=フセイン（アイルランドイスラム財団）がそれぞれ就いている。その他、設立メンバーにはウマル・アル=カドリ（アル=ムスタファイスラム文化センター）、サレム（コークモスク）、ハレド（ゴールウェイモスク）そしてイスマイール・ホトワル（ブラックピッツモスク）がいる。

### スンナ派
- ベルファストイスラムセンター（1977年設立）[18]
- 北アイルランドムスリム家族協会[19]
- バングラデシュイスラム共同体センター [20][21]
- アイルランドイスラム文化センター[22]
- ダブリンモスク（アイルランドイスラム財団が運営）[23]
- アル=ムスタファイスラム文化センター[24]
- ムスリム協会フォーラム [25]  - 1999年ダブリンにて設立。アフリカ系ムスリムにイスラム教の知識を教授し共有
- アイルランドムスリム協会[26]
- トルコ系アイルランド人教育文化協会（2004年設立）[27]

### シーア派
- アフルル・バイトイスラムセンター[28]

### アフマディーヤ
ゴールウェイにアフマディーヤのモスクが建設中。同地では事実上初のモスクとなる予定。アフマディーヤ共同体は2001年に設立、ほとんどがゴールウェイにある。

## 大学におけるムスリム学生
国内の主要大学には学生イスラム協会（ISOC）がある。また、アイルランド学生イスラム協会（FOSIS）は2000年代初頭設立の傘下組織である。ムスリム学生がアイルランド社会に積極的に貢献するべく助言や支援を実施。
- ユニバーシティ・カレッジ・ダブリンISOC[32][33] - 1991年設立
- トリニティ・カレッジMSA [34] - 1998年設立
- アイルランド王立外科医学院ISOC[35] - 1999年設立
- ダブリン技術工科大学ISOC - 2004年設立
- トラレー技術工科大学 - 2008年設立
- ブランチャーズタウン技術工科大学 - 2009年設立